# 8號公路 (寮國)

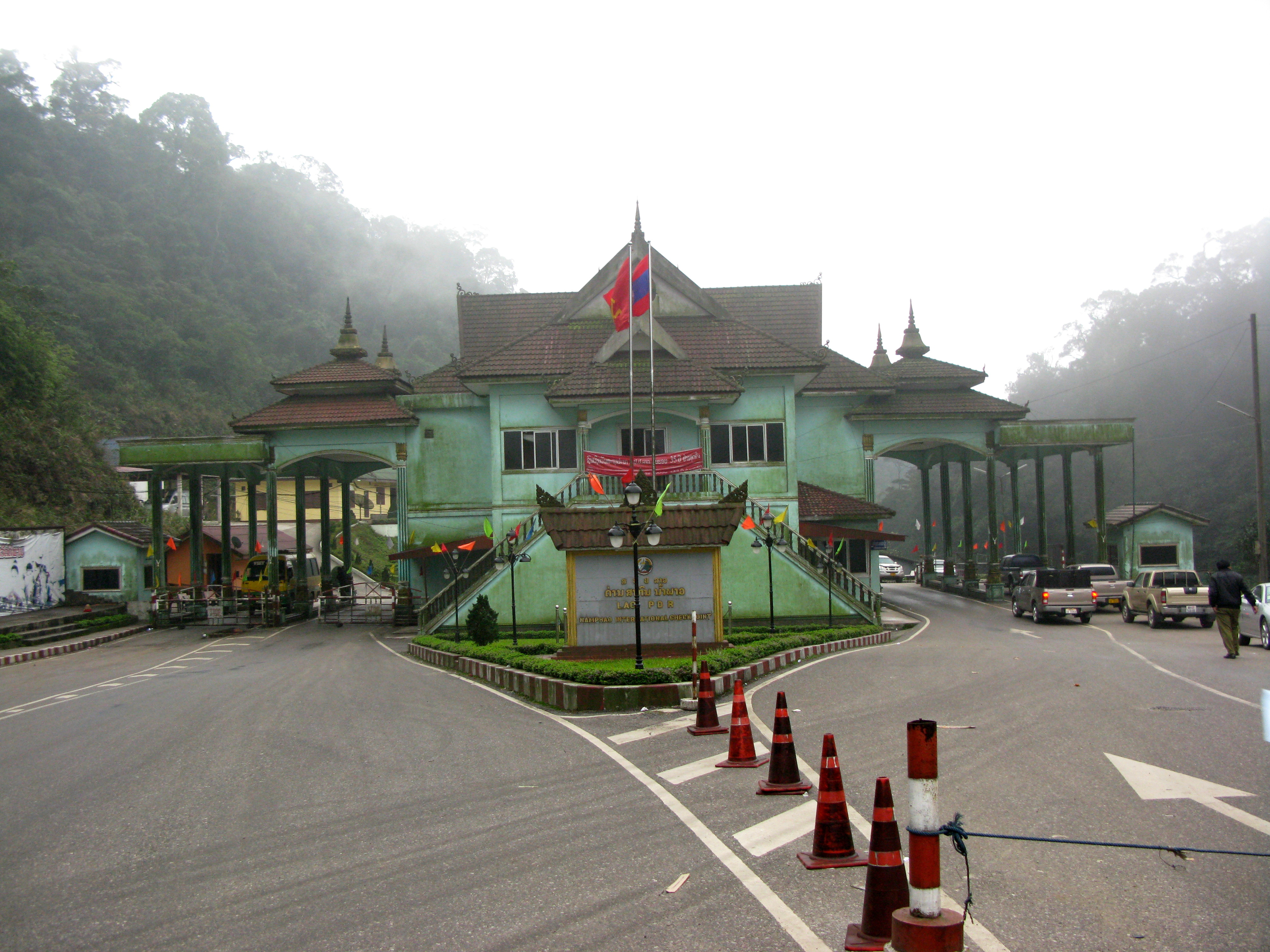
老撾一方的檢查站

8號公路是老撾的一條公路，橫貫波里坎塞省。全長112公里，是泛亞公路AH15的一個組成部分。该公路西起13公路，并最终连接越南國道8號以及乂安省省会荣市，成為老撾最近的出海交通路線。